# Quimiossíntese

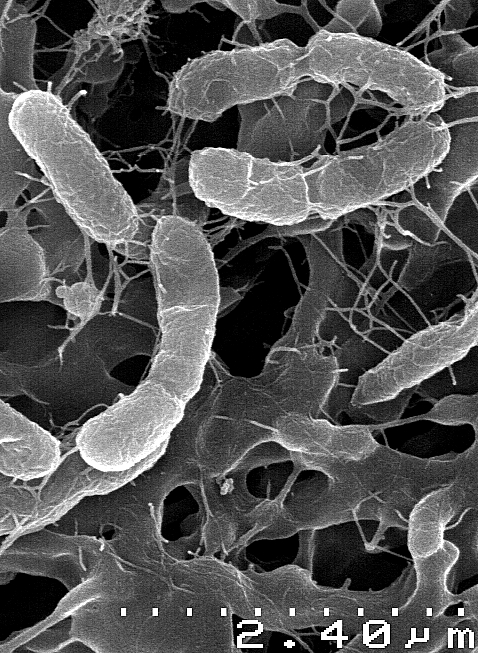
A bactéria Venenivibrio stagnispumantis obtém energia através da oxidação do gás hidrogénio.

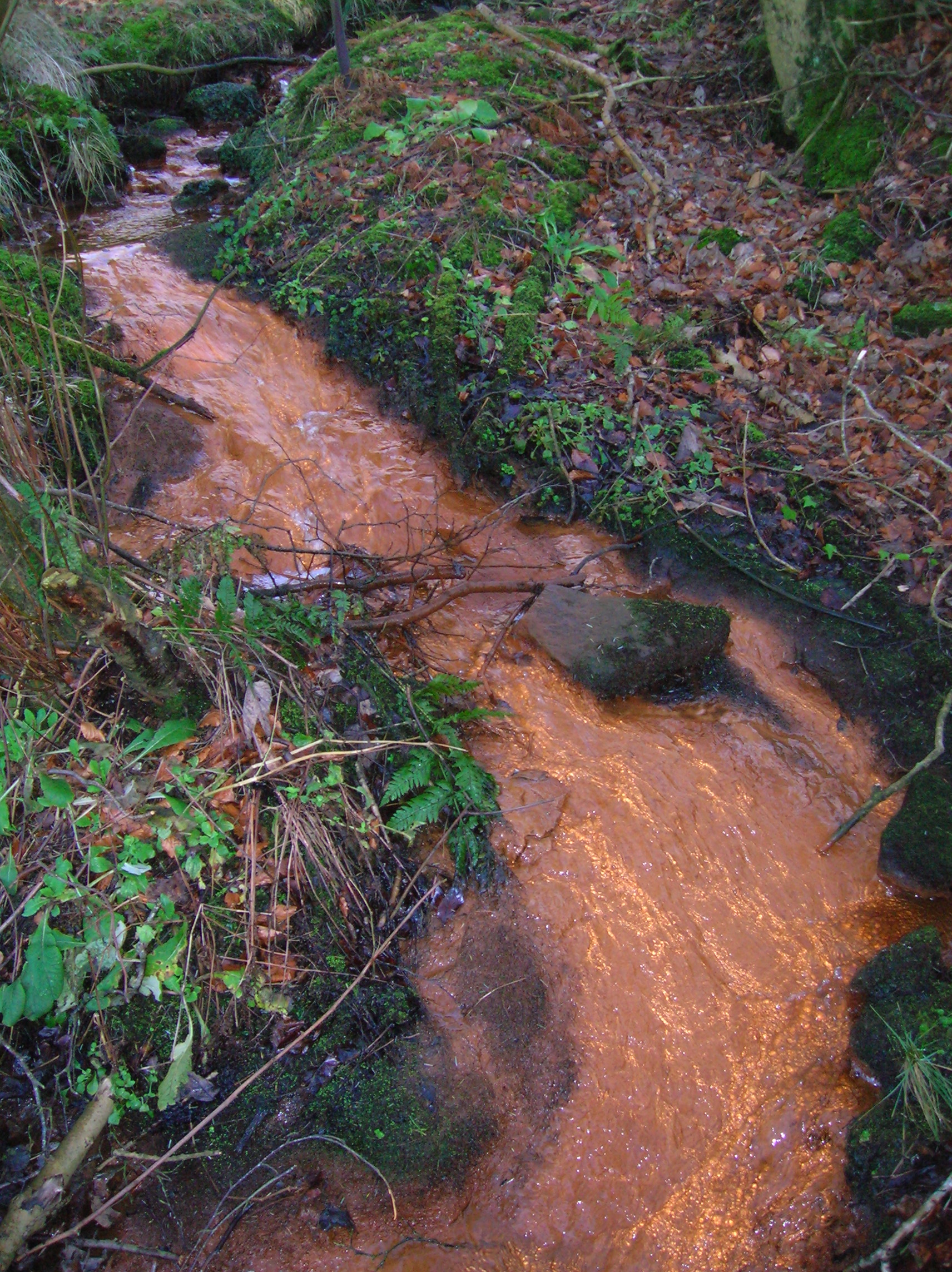
Ferro bacteriano.

Em bioquímica, quimiossíntese é a conversão biológica de um ou mais compostos contendo carbono (geralmente dióxido de carbono ou metano) e nutrientes em matéria orgânica utilizando a oxidação de compostos inorgânicos (como o gás hidrogénio, sulfureto de hidrogénio) ou iões ferrosos como fonte de energia, em vez de utilizar a energia da luz solar como na fotossíntese. Os organismos quimioautotróficos, que obtêm carbono do dióxido de carbono por quimiossíntese, são filogeneticamente diversos e incluem taxa abundantes e biogeoquimicamente importantes, como as gammaproteobacterias oxidantes de enxofre e as epsilonproteobacterias, as Aquificae, as arqueias metanogénicas e as bactérias neutrofílicas oxidantes de ferro.
Muitos microrganismos em regiões escuras do oceano utilizam a quimiossíntese para produzir biomassa a partir de moléculas simples de carbono. Duas classes destes organismos podem ser distinguidas. Nos raros locais onde as moléculas de hidrogénio gasoso (H2) estão disponíveis, a energia gerada na reação entre o CO2 e o H2 (levando à produção de metano, CH4) pode ser suficientemente grande para impulsionar a produção de biomassa. Em alternativa, na maioria dos ambientes oceânicos, a energia para a quimiossíntese deriva de reações em que substâncias como o sulfureto de hidrogénio ou a amoníaco são oxidadas. Isto pode ocorrer na ausência ou na presença de oxigénio.
Muitos microrganismos quimiossintéticos são comidos por outros organismos nas cadeias alimentares oceânicas, e as associações simbióticas entre quimiossintetizadores e heterótrofos respiratórios são bastante comuns. Grandes populações de animais podem ser sustentadas alimentando-se da produção secundária quimiossintética de organismos que vivem em fontes hidrotermais, emanações frias, carcaças de baleias, águas isoladas de grutas e clatratos de metano.
Foi colocada a hipótese de que a quimiossíntese anaeróbia poderia sustentar a vida sob a superfície de Marte, a lua de Júpiter Europa e outros planetas. A quimiossíntese foi também o primeiro tipo de metabolismo a evoluir na Terra, abrindo caminho para o desenvolvimento posterior da fotossíntese e da respiração celular.

## Processo de quimiossíntese de sulfureto de hidrogénio
Vários microrganismos e até, simbioticamente, alguns animais podem utilizar sulfureto de hidrogénio na sua quimiossíntese.
O verme tubular gigante Riftia pachyptila utiliza bactérias que vivem no seu trofossoma para fixar dióxido de carbono (utilizando sulfureto de hidrogénio, oxigénio ou nitrato como fontes de eletrões e energia) e produzem açúcares e aminoácidos.
Algumas reações produzem enxofre:
quimiossíntese de ácido sulfídrico:
18H2S + 6CO2 + 3O2 → C6H12O6 (hidrato de carbono) + 12H2O + 18S
A quimiossíntese de ácido sulfídrico, em vez de libertar gás oxigénio ao fixar dióxido de carbono como na fotossíntese, produz glóbulos de enxofre sólidos no processo. Nas bactérias que podem viver como quimioautótrofos, como as bactérias do enxofre roxo, Glóbulos de enxofre amarelos são visíveis no seu citoplasma.

## Descoberta

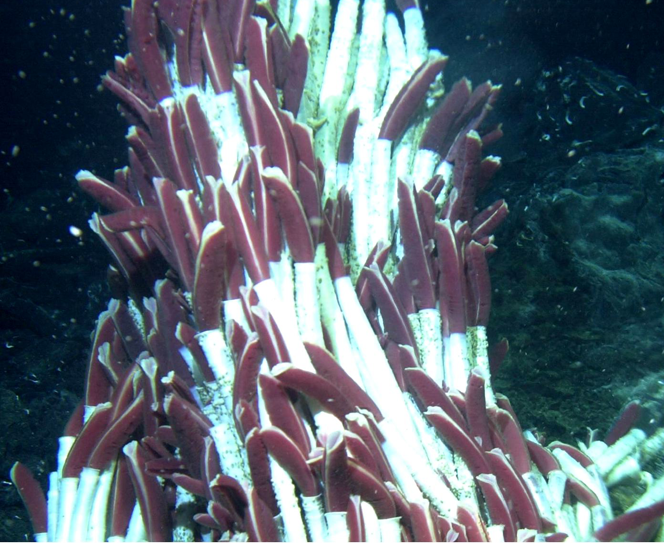
O verme tubular gigante Riftia pachyptila tem um órgão que contém bactérias quimiossintéticas em vez de vísceras.

Em 1890, Sergei Winogradsky propôs um novo tipo de processo denominado "inorgoxidação". Esta descoberta sugeriu que alguns micróbios poderiam viver apenas de matéria inorgânica e foi feita durante a sua pesquisa fisiológica na década de 1880 em Estrasburgo e Zurique sobre bactérias de enxofre, ferro e azoto.
Em 1897, Wilhelm Pfeffer cunhou o termo "quimiossíntese" para a produção de energia pela oxidação de substâncias inorgânicas, em associação com a assimilação de dióxido de carbono autotrófico, que hoje seria designado por quimiolitoautotrofia. Mais tarde, o significado do termo seria alargado para incluir também os quimioorganoautótrofos, que são organismos que utilizam substratos orgânicos energéticos para assimilar dióxido de carbono. Assim, a quimiossíntese pode ser considerada sinónimo de quimioautotrofia.
O termo menos restritivo "quimiotrofia" foi introduzido na década de 40 por André Lwoff para a produção de energia por oxidação de dadores de eletrões, orgânicos ou inorgânicos, associados à auto ou heterotrofia.